# Kimberley (namn)
Kimberley är ett förnamn som i sin ursprungliga form Cyneburgas  betyder "(den kungliga borgens) land". Namnet används både som mansnamn och kvinnonamn, populärt i engelskspråkiga länder. En annan vanlig stavning av namnet är Kimberly, även den buren både män och kvinnor. Formen Kimberly är vanligare i Nordamerika än Kimberley. Förnamnet Kim var från början ett smeknamn av Kimberley, men är idag ett etablerat eget namn; även detta namn bärs av såväl män som kvinnor. Kimberley är även ett efternamn.

## Varianter
Kimberly är ett förnamn med många stavningsvarianter. Kimberley är könsneutral, medan Kimberlee, Kimberleigh, Kimberli och Kimberlie främst används av kvinnor.

## Personer med efternamnet Kimberley
- John Wodehouse, 1:e earl av Kimberley (1826–1902), brittisk statsman

## Personer med förnamnet Kimberley eller Kimberly

### Kvinnor

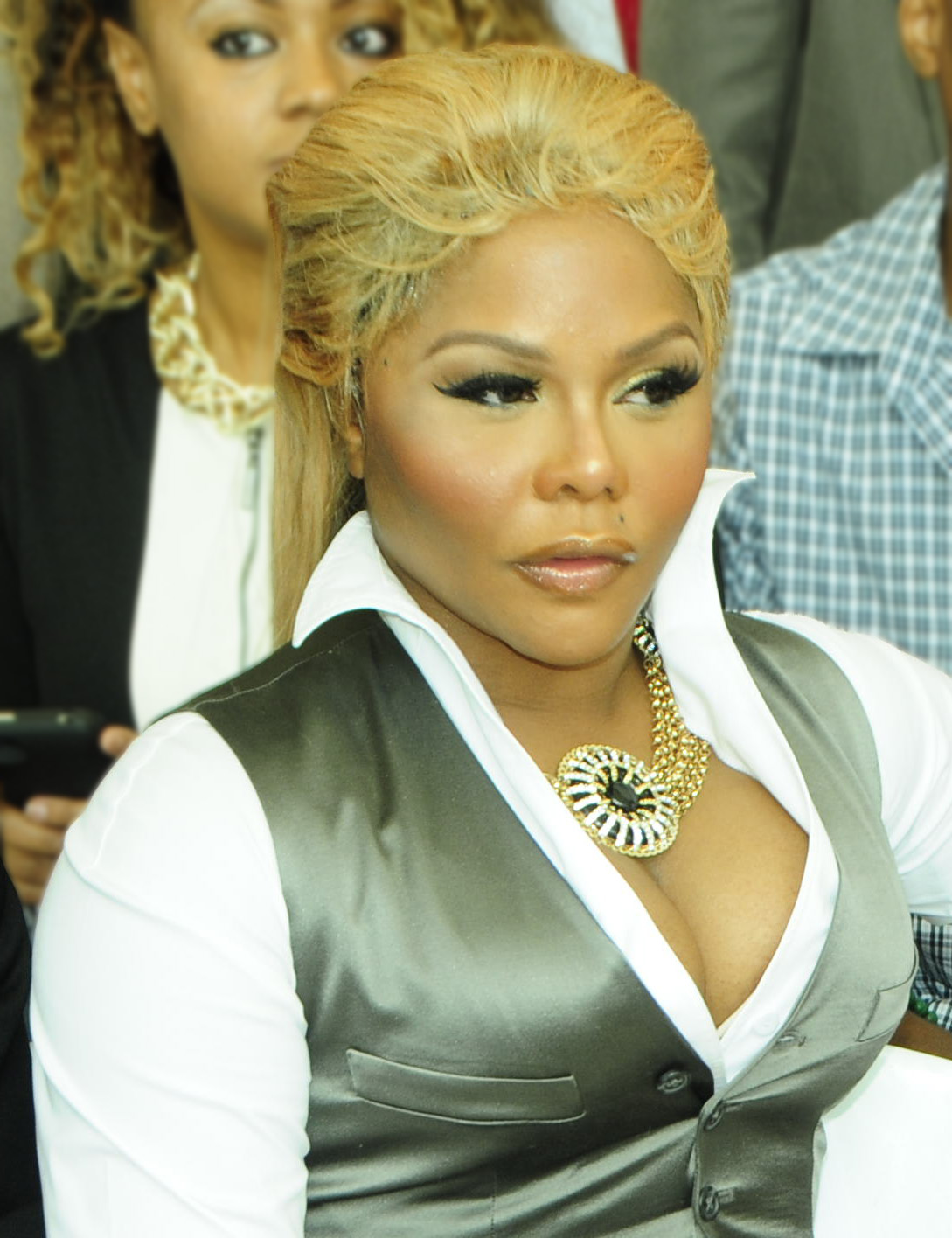
Lil' Kim, 2012.

- Kimberly Caldwell (född 1982), amerikansk sångerska, skådespelare och tv-värdinna
- Kimberly Donley (född 1965), amerikansk fotomodell
- Kimberly Elise (född 1967),  amerikansk skådespelare
- Kimberly Foster (född 1961), amerikansk skådespelare
- Kimberly Goss (född 1978), amerikansk keyboardist
- Kimberly Denise Jones (född 1974), amerikansk rappare, känd som "Li'l Kim"
- Kimberly "Kim" Kardashian (född 1980), amerikansk fotomodell, skådespelare och tv-personlighet
- Kimberly Matula (född 1988), amerikansk skådespelare
- Kimberley Walsh (född 1981), brittisk sångerska och fotomodell
- Kimberly Williams-Paisley (född 1971), amerikansk skådespelare
- Kimberly Wyatt (född 1982), amerikansk sångerska och  dansare

### Män
- Kimberley "Kim" Hughes, australiensisk cricketspelare
- Kimberley Rew, engelsk trubadur

## Fiktiva karaktärer
- Kimberly Hart i Power Rangers-serien. Karaktären spelades av Amy Jo Johnson i tre säsonger (Mighty Morphin Power Rangers) och två filmer (Mighty Morphin Power Rangers: The Movie och Turbo: A Power Rangers Movie).
- Kimberly "Kim" Pine, en karaktär i Scott Pilgrim
- Kimberly Shaw i Melrose Place, spelad av Marcia Cross
- Kim Possible, en karaktär i den animerade serien från Disney Channel med samma namn
- Kimberly Hyde i den australensiska såpoperan Home and Away
- Kimberly "Kim" Wexler i tv-serien Better Call Saul.